# Григорьевское (городской округ Луховицы)
Григорьевское — село в городском округе Луховицы Московской области России.

## История
Село Григорьевское впервые упоминается в 1496 году в грамоте № 26 князя Федора Васильевича о передаче его во владение Солотчинского монастыря. В древности Григорьевское относилось к Перевицкому стану Рязанской губернии. В более позднее время вместе с деревнями Калянинское, Мухино, Федоровское, Гавриловское, Кареево и некоторыми другими, она образовывала Григорьевскую волость. В 1788 года село вошло в состав Зарайского уезда Рязанской губернии; с 1929 года входит в состав Луховицкого района Московской области. С 2006 года село в границе сельского поселения Газопроводское Луховицкого района Московской области.
Во время татарского нашествия в селе были ставки ханов, оно часто горело. С этим фактом связана народная этимология названий населенных пунктов, граничащих с селом. В 1544 году князь Иван Васильевич издаёт грамоту, в которой даёт льготы этим землям, поскольку их «…не по один год татарове воевали и тую волостьку выжгли». От постоянных татарских набегов много христиан было перебито, а те, что помоложе, взяты в плен. Часть жителей разбежалась по лесам. Волость была полностью разорена. В грамоте отмечается, что пашни в сёлах той волости «залегли непаханы». Осталось в Григорьевской волости «с людьми в живуще половина четырёх сох», а другая половина «…от татарские воины запустела».
По приправочной книге 1616 года селу принадлежат деревни: Солчина, Калянинское, на речке на Олешне; Верхняя Мухина, Юлындино тож; Нижняя Мухина, на речке Сухом Мосте; Федоровская, на речке Шишеловке; Филипповичи и Коростовая.
На территории села сохранился Христорождественский храм 1834 года постройки; он является объектом культурного наследия регионального значения. В 1786 году построена деревянная Христорождественская церковь с приделом в честь Богоявления Господня. В 1834 году построена церковь Рождества Христова с приделом Богородице-Рождественским (по-видимому, тоже деревянная). В 1932 году церковь была закрыта для Богослужения, Крест был сброшен, колокол сброшен с колокольни и разбился при падении, железная ограда вокруг церкви снята. В здании церкви одно время были мастерские, потом — зерносклад. В помещении для монахинь был молочный завод.
Село было очень богатым: имело собственный кирпичный завод, водяную мельницу, 3 пекарни, кузницу. В селе располагалось волостное правление. В конце XIX века создана школа, которая была перестроена в 1990 году. Имелась земская смешанная школа, народная библиотека, читальня. Читальня и библиотека появились благодаря Антону Зиновьевичу Смагину, крестьянину, торговцу, члену Конституционно-демократической партии с момента её основания и до запрещения, депутату Государственной думы Российской империи II созыва от Конституционно-демократической партии. Он постоянно избирался гласным Зарайского уездного земского собрания, и его земская деятельность прекратилась только с приходом к власти большевиков. 14 ноября 1929 года Смагин был арестован и оказался в Соловецком лагере, где и умер не позднее 7 апреля 1933 года. До сих пор сохранился дом Смагиных на улице Дубин-Заулок, он находятся в частной собственности, фасад был переделан.
Во время Второй мировой войны в селе дислоцировался 840-й Краснознаменный тяжелый В бомбардировочный авиационный полк, на базе которого проходили обучение первые польские авиационный полки «Варшава» и «Краков». Аэродром был расположен у 153-го километра Новорязанского шоссе и тянулся в сторону д. Мухино. До сих пор сохранились землянки, в которых жил обслуживающий персонал.
В 1956 году из шести колхозов был создан совхоз имени Карла Либкнехта. В 1962 году реку Алешню перекрыли плотиной.

## Население
| 2002 | 2006 | 2010 |
| ---- | ---- | ---- |
| 707  | ↘698 | ↘690 |

## Улицы
В селе 9 улиц: Блохина, Гагарина, Дубин Заулок, Заречная, Молодёжная, Новая, Новый Заулок, Угол и Центральная.